# 凤凰出版社
凤凰出版社原名江苏古籍出版社，是中华人民共和国的一家出版社，1984年建社，社址位于江苏省南京市，经营范围以整理出版中国文史哲古籍及其研究著作为主。